# Amairgin mac Ecit Salaig
Amairgin mac Ecit Salaig ['avarʴɣʴinʴ mak 'egʴid 'salɣʴ], auch Amergin, Amorgen, Aimhirghin, ist der Name eines Dichters am Königshof von Conchobar mac Nessa im Ulster-Zyklus der keltischen Mythologie Irlands. Seine Gattin ist Finncháem, eine Schwester Conchobar mac Nessas, sein berühmter Sohn Conall Cernach.

## Mythologie
Amairgin mac Ecit Salaig ist der Sohn des Schmiedes Ecit Salaig („Ecit der Schmutzige“) und bringt es auf Grund seiner Begabung zum gefeierten Dichter (fili).  Im Lebor Laignech („Buch von Leinster“) wird erzählt, dass der Dichter Aithirne Amairgin umzubringen versucht, weil er auf ihn neidisch ist. Beim Bestellen einer neuen Axt in der Schmiedewerkstatt von Ecit Salaig begrüßt ihn nämlich dessen ungewaschener Sohn, der bisher noch nie gesprochen hatte, mit einem Gedicht in dunkler Poetensprache. Als Aithirne ihn daraufhin mit der eben erworbenen Axt töten will, kann dies Ecit Salaig durch eine List verhindern. Zur Strafe wird Aithirne von den Ultern gezwungen, den jungen Konkurrenten als Schüler zu unterrichten. Dieser wird bald darauf an Stelle seines Lehrmeisters zum ollam, zum obersten Dichter Irlands, ernannt.
In einer jüngeren Fassung der Erzählung Compert Con Chulainn („Cú Chulainns Empfängnis“) sind Amairgin und Finncháem das Ziehelternpaar des Knaben Sétanta mac Sualtaim, der dann unter dem Namen Cú Chulainn Ulsters berühmtester Held werden sollte. Deshalb sind Cú Chulainn und Conall Cernach Ziehbrüder, deren Konkurrenzgehaben in Remscélas („Vorerzählungen“) zum Táin Bó Cuailnge („Der Rinderraub von Cooley“) geschildert wird. Ein Beispiel ist Fled Bricrenn („Bricrius' Fest“). In Aided Chon Culainn („Der Tod Cú Chulainns“) rächt schließlich Conall den Tod seines Ziehbruders.
In der Sage Cath Maige Mucrama („Die Schlacht von Mag Mucrama“) tötet Amairgin das dreiköpfige Ungeheuer Ellén Trechend, das in der Höhle von Cruachain (Rathcroghan, County Roscommon) lebt und von dort aus ganz Irland verwüstet.
Auch soll er sich zu Beginn des Kampfes zwischen Ulster und Connacht mit dem Connachter Helden Cú Roí ein Duell mit riesigen Steinen geliefert haben, das sie schließlich auf Befehl von Königin Medb abbrechen mussten.
Eine andere Sagengestalt ist Amergin, der Druide und Barde der Milesier, der sein Volk mit Zaubersprüchen bei der Landung in Irland und beim Kampf gegen die Túatha Dé Danann unterstützt.